# 山本康史
山本 康史（やまもと やすちか）は、日本の物理学者。高エネルギー加速器研究機構准教授。

## 略歴
- 2004年 - 東京大学 駒宮幸男研究室[1]
- 高エネルギー加速器研究機構 助教[2]
- 2012年 - ILC戦略会議 委員